# از طریق درب خروجی
«از طریق درب خروجی» (به انگلیسی: In Through the Out Door) آلبومی از لد زپلین است که در ۱۵ اوت ۱۹۷۹ منتشر شد.